# Acanalonia conica
Acanalonia conica – gatunek pluskwiaka fulgorokształtnego z rodziny Acanaloniidae. Pierwotnie endemit nearktyczny, obecnie szeroko rozsiedlony w obrębie południowej Europy.

## Opis
Ciało imago długie na 7–11 mm, jasnozielone, kształtem przypominające liść. Głowa krótka, szpiczaście zakończona. Oczy białawe lub silnie czerwone. Nogi zielone z brązowawymi stopami. Skrzydła szerokie, jasno i nieregularnie siatkowane, w spoczynku złożone wzdłuż ciała. 

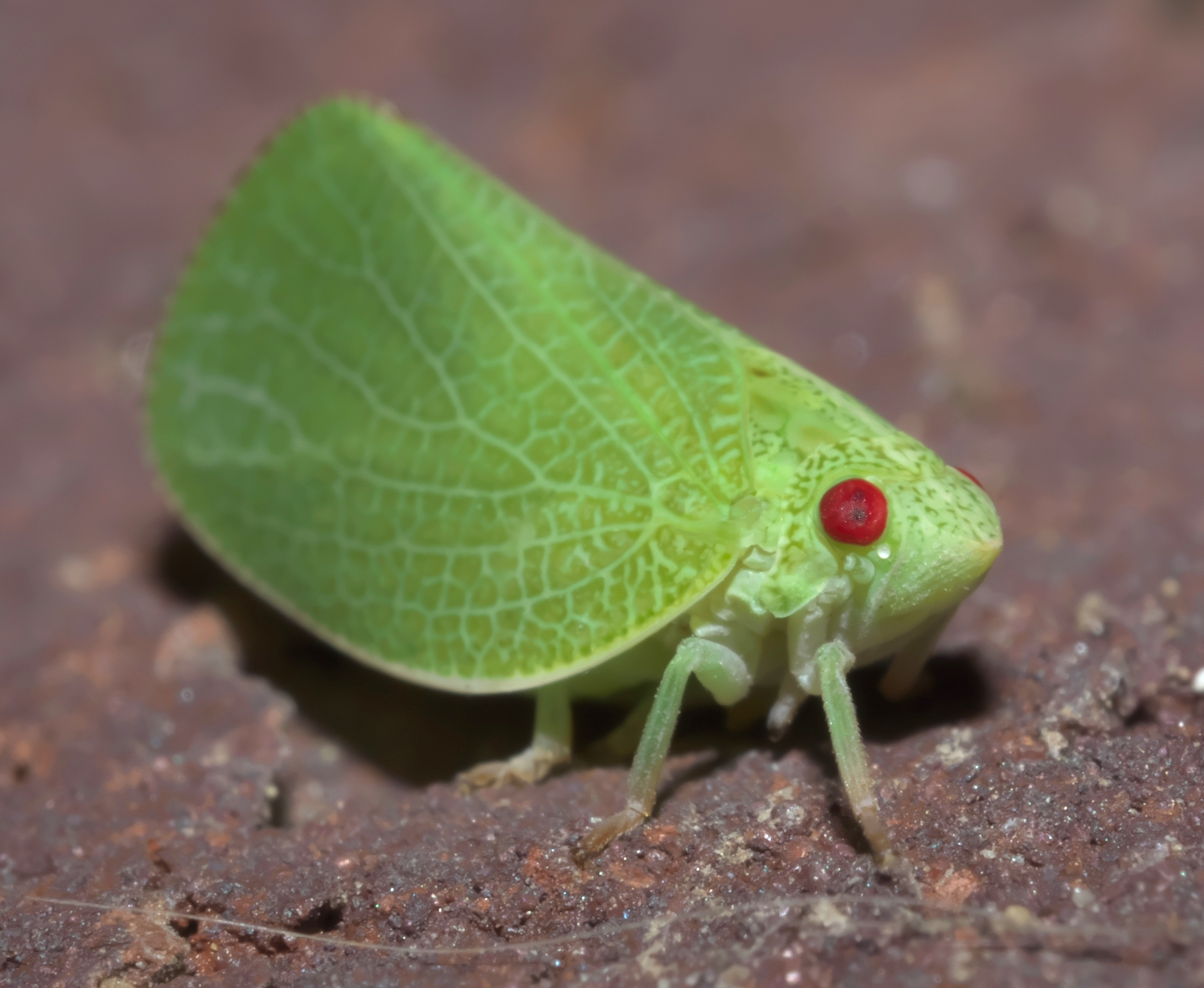

Nimfy kuliste, brązowawe, pokryte białymi, woskowymi włoskami.

## Biologia
Gatunek wybitnie polifagiczny. Żerowanie stwierdzono na liściach wielu gatunków roślin z różnych rodzin np. z liliowatych (Liliaceae), różowatych (Rosaceae), winoroślowatych (Vitaceae), wiązowatych (Ulmaceae), orzechowatych (Juglandaceae) czy jasnotowatych (Lamiaceae). Z racji plastyczności swojej diety pluskwiaki zamieszkują szereg różnych siedlisk, jak łąki, lasy, ogrody, parki czy uprawy roślinne. Występuje jedno pokolenie rocznie. Jaja składane są latem i jesienią w zagłębieniach kory pni krzewów i drzew żywicielskich, gdzie przeżywają zimę. Imagines obserwowano od maja do października, z apogeum pojawu w lipcu i sierpniu. Żyją w niedużych agregacjach, w Ameryce Północnej często w towarzystwie innych fulgorokształtnych, jak Metcalfa pruinosa, Flatormenis proxima czy Ormenoides venusta.
Zarówno imagines, jak i nimfy padają ofiarami parazytoidalnych błonkówek z rodzaju Gonatopus. Na pluskwiakach pasożytują także ćmy z gatunku Fulgoraecia exigua.

## Występowanie
A. conica rdzennie występuje na wschodzie Ameryki Północnej, gdzie jest gatunkiem pospolitym. W Europie po raz pierwszy stwierdzona została w 2003 roku z okolic Padwy we Włoszech. Prawdopodobnie owady dotarły tam jeszcze niewyklute z jaj, wraz z dostawą roślin doniczkowych z Ameryki Północnej. W krótce później gatunek opanował całą północną część kraju, która dalej pozostaje epicentrum jego występowania na Starym Kontynencie. W kolejnych latach obecność owadów odnotowano także w Szwajcarii, Rumunii, Słowenii, Austrii, Serbii, Francji, Słowacji, Chorwacji, Bułgarii, Turcji, na Węgrzech oraz w Niemczech. 
W Polsce nieobserwowana. Z kraju notowana już była natomiast blisko spokrewniona Metcalfa pruinosa, gatunek inwazyjny o identycznych wymaganiach środowiskowych i żywieniowych, co A. conica.